# Diadelia setigeroides
Diadelia setigeroides är en skalbaggsart som beskrevs av Stefan von Breuning 1980. Diadelia setigeroides ingår i släktet Diadelia och familjen långhorningar.
Artens utbredningsområde är Madagaskar. Inga underarter finns listade i Catalogue of Life.